# Сельское поселение Георгиевка
Сельское поселение Георгиевка — муниципальное образование в составе Кинельского района Самарской области.
Административный центр — село Георгиевка.

## Административное деление
В состав сельского поселения входят:
- железнодорожная платформа 1161 км,
- железнодорожная платформа 1169 км,
- село Большая Малышевка,
- село Георгиевка,
- село Гурьевка,
- посёлок Вертяевка,
- посёлок Кутулук,
- посёлок Свободный.

## Население
| 2010  | 2012  | 2013  | 2014  | 2015  | 2016  | 2017  |
| ----- | ----- | ----- | ----- | ----- | ----- | ----- |
| 5528  | ↘5500 | ↘5491 | ↘5449 | ↗5482 | ↗5507 | ↘5439 |
| 2018  | 2019  | 2020  | 2021  |       |       |       |
| ↘5429 | ↘5267 | ↘5134 | ↗5302 |       |       |       |